# 优惠券

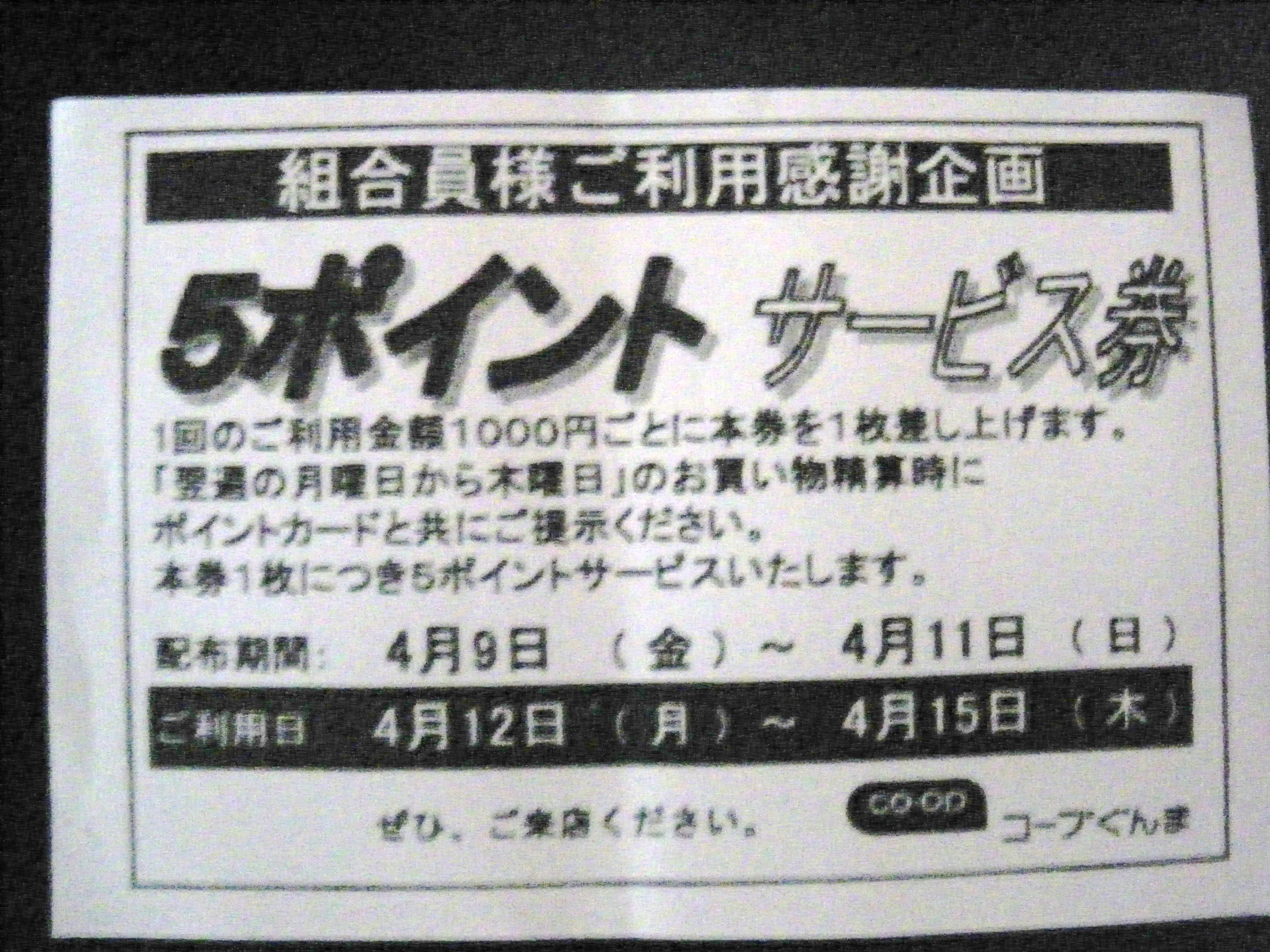
一張日本優惠券

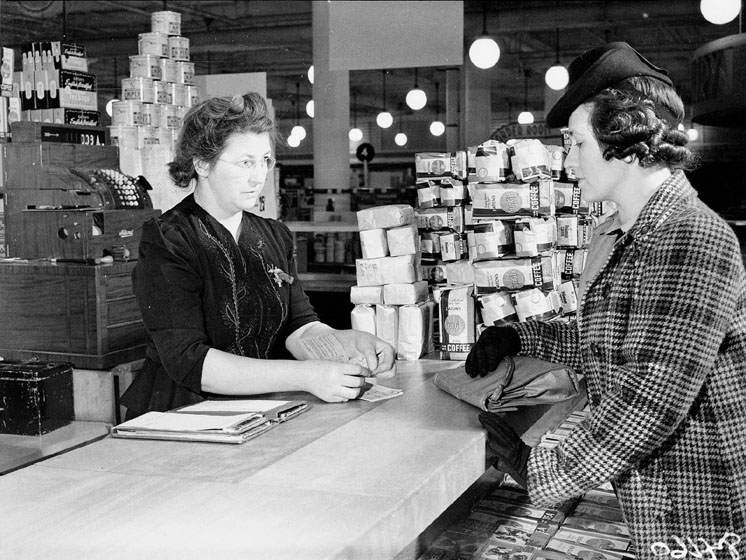
採用優惠券購物的加拿大婦女(1943年)

优惠券（英語：Coupon），意义相同或近似的词汇还有“酷碰券”、“折扣券”、“购物券”、“代金券”、“礼品卡”等，是给持券人的在购买商品或进行其他商业活动时某种特殊权利的优待券。可能是实物券，也可能是某种特殊约定的记号（如在互联网上采用的代码等）。
Coupon 經常與 Voucher（換票證）搞混；前者是必須先消費才能取得折扣或贈品，後者則可直接換取產品或服務。
优惠券是以促銷為目的而發放，因此商家或其他主体通常不允許將优惠券兌換成一般貨幣，只能針對某些地方及特定期間之內使用，使用解釋權由發票者負責。在某些商业活动中可能会涉及违法。
制造商或经销商常常在报纸、产品目录或宣传单上印制一些可剪下的小票，顾客可以使用这些小票在购物时享受一些折扣，这种小票在美国被称为「Coupon」。商人发行Coupon的行为在经济学上被认为是价格歧视，它使得消费能力或习惯不同的顾客得到不同的价格，一般并无贬义。

## 优惠券在互联网上的应用
现在亦流行在手机扫描QR Code免费下载优惠。只要到商铺/餐厅出示手机上的电子优惠券，便可获得折扣或赠品。例如：香港的CSS Mobi
很多网络购物网站都提供了优惠券，使用优惠券可能将得到折扣或者免运费等优惠。在网上购物的网站中，往往只提供了“优惠券编码”，用一串数字/字母来代替实物券，在通过网络银行或电子邮件付费时输入，以达到打折的目的。
也有一些商家可能会让消费者将网上编码下载打印，成为实物券之后在门店中使用。
自2008年起，團購在網上開始流行。2012年中国的返利网也诞生了，网上产生了很多的优惠券网站。
Facebook等社群網站興起之後，有的店家會請顧客在店家消費時「打卡」或是公開分享店家的宣傳貼文，取得店家的優惠或贈品。

## 參看
- 優惠券的英語： 亦可作債券的息票的解釋。
- 優惠券平台：找優惠  （页面存档备份，存于）